# I. e. 3. század

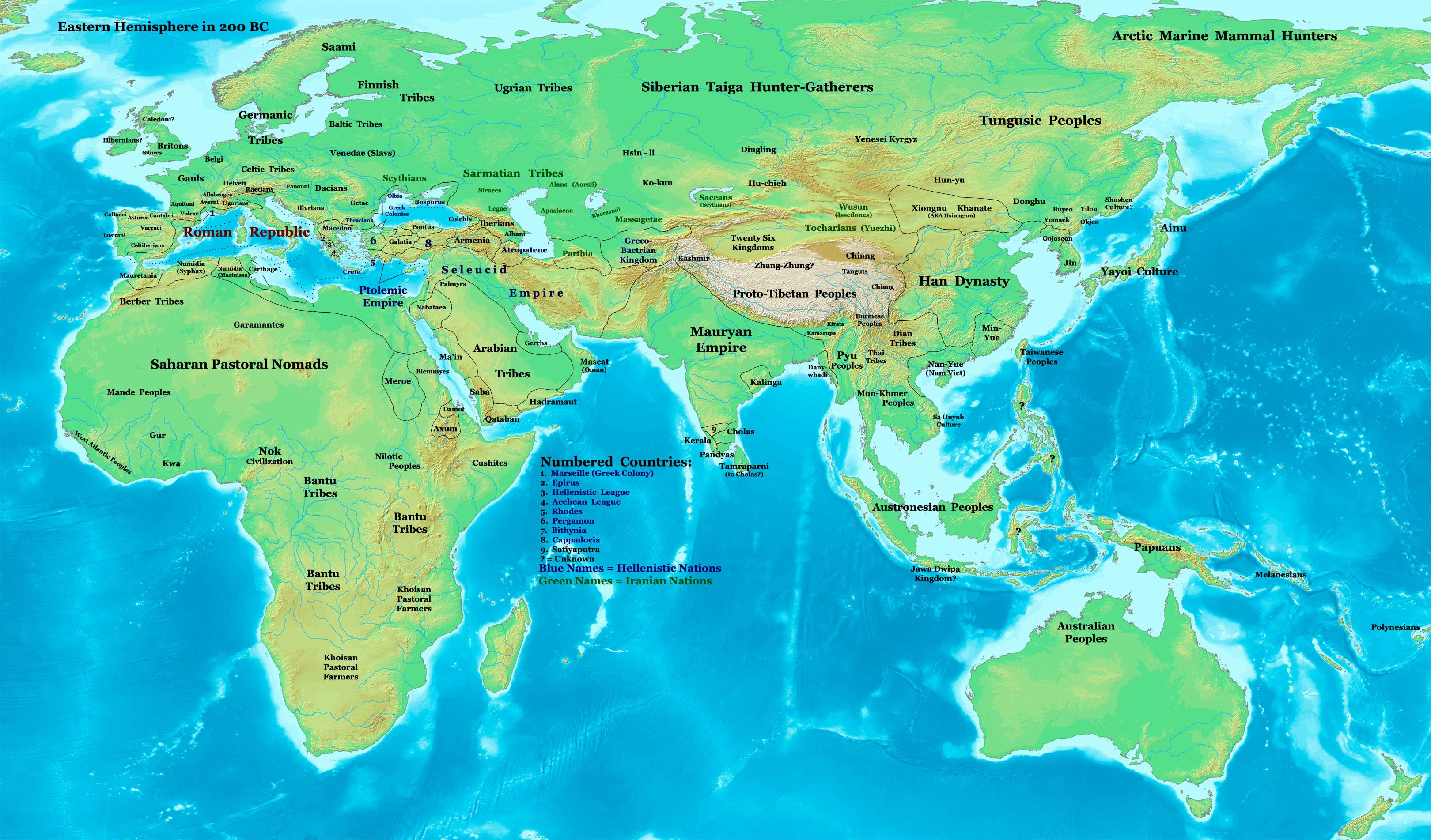
A világ keleti fele a Kr. e. 3. század végén (angol nyelvű)

## Események

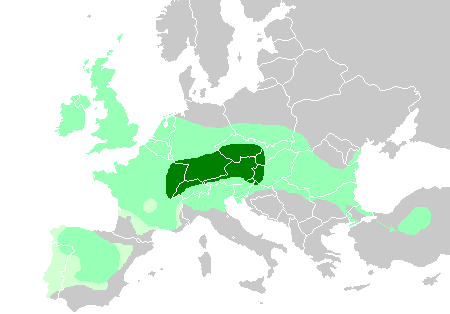
A kelta népek.
A Hallstatti kultúra területe - Kr. e. 6. század körül
A legnagyobb kelta hódítás - Kr. e. 275 körül

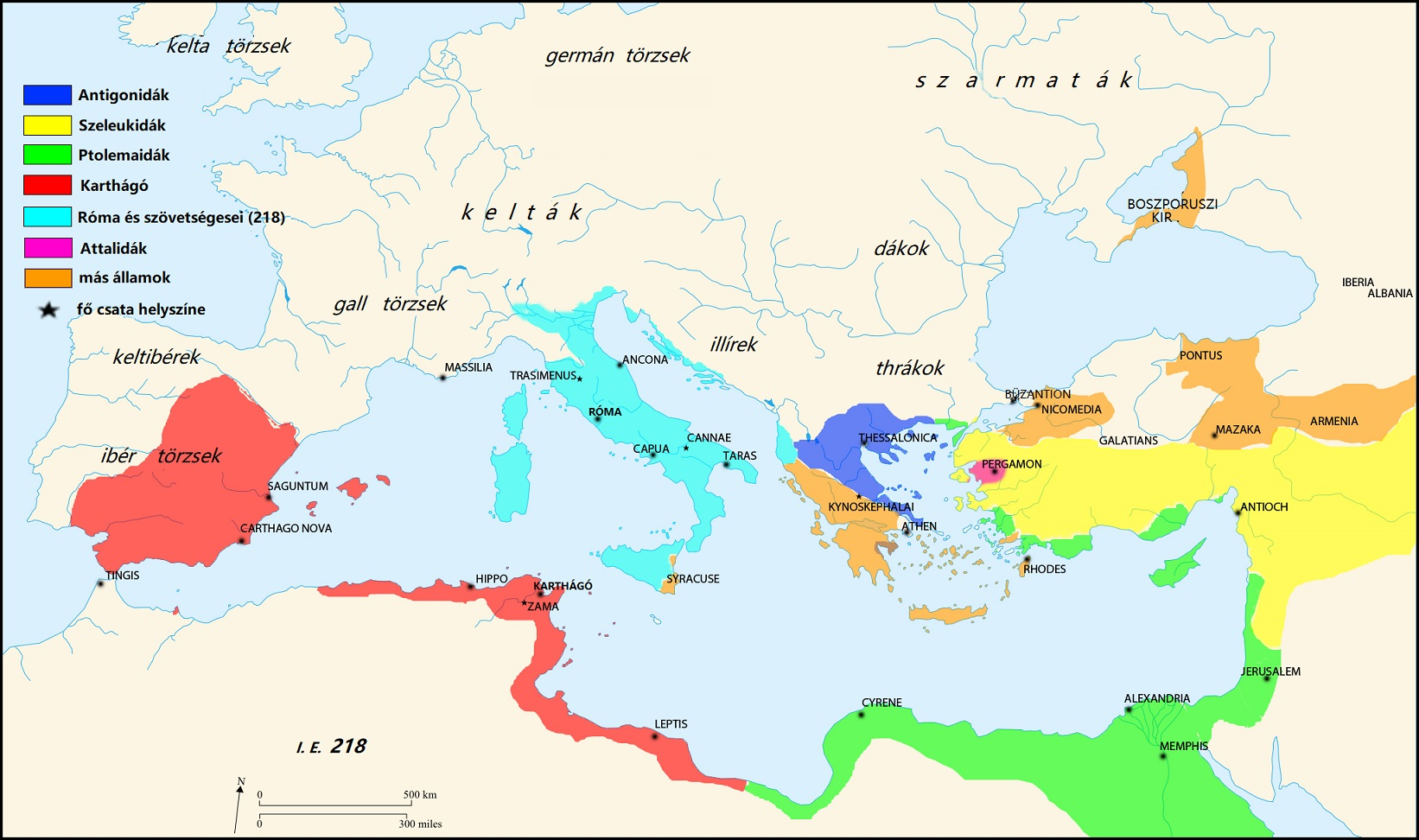
A mediterrán térség i. e. 218-ban, a második római-pun háború kezdetén

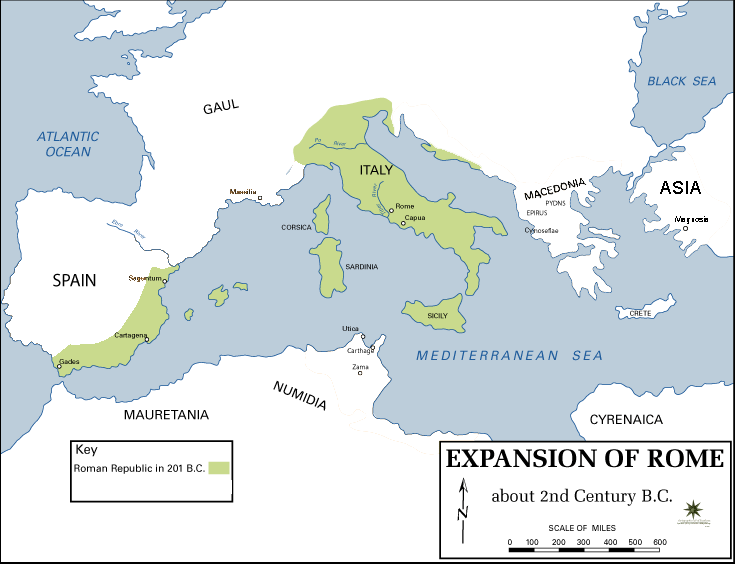
A Római Köztársaság területe a második pun háború végén, i. e. 201-ben

### A Földközi-tenger térsége
- i. e. 287: Rómában befejeződik a patriciusok és plebeiusok küzdelme. A Lex Hortensia a plebs határozatait egyenértékűnek nyilvánítja a senatus döntéseivel.
- i. e. 280 – 275: Pürrhoszi háború
- i. e. 279: Kelták törnek be Makedóniába és Görögországba; kifosztják a Delphoi-szentélyt is
- i. e. 278: a kelták átkelnek Kis-Ázsiába
- i. e. 268: Róma befejezi az Appennini-félsziget meghódítását
- i. e. 250 körül: A szarmaták a szkíták utódaiként megszállják a kelet-európai síkságot. (Uralmuk az i. sz 3. századig tart.)
- Első pun háború Róma és Karthágó között (i. e. 264 - i. e. 241)
- Első római–illír háború: a rómaiak legyőzik az illíreket, és megvetik a lábukat a Balkán-félszigeten (i. e. 229–228
- I. e. 226: kelta támadás Észak-Itáliában és háború ellenük (i. e. 222-ig)
- Második pun háború (i. e. 218 - i. e. 201)

### Ázsia
- A Maurja Birodalom Indiában

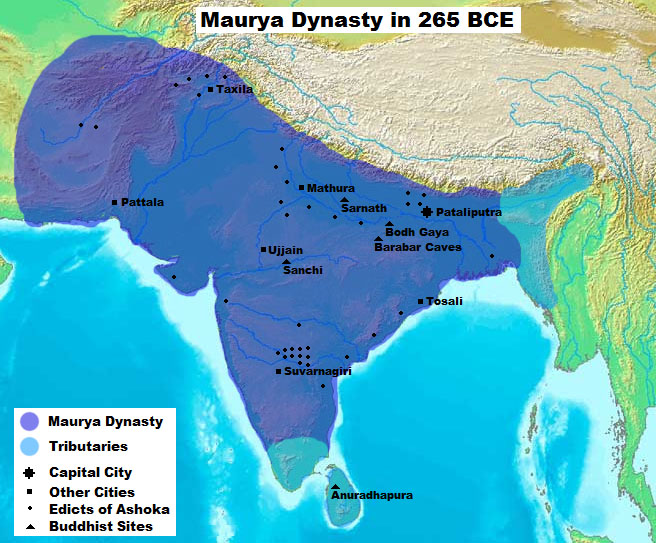
Asóka maurja birodalma i. e. 265-ben

- i. e. 221 – 209: Csin Si Huang-ti legyőzi és egyesíti a „hadakozó fejedelemségeket”; a Kínai Birodalom megalapítása (Qin-dinasztia és Han-dinasztia)
- A század végén a Hsziungnu Birodalom kialakulása Közép-Ázsiában

## Fontosabb személyek

### Uralkodó
- Asóka, az indiai Maurja Birodalom császára
- Hannibál (i. e. 247 - i. e. 183) karthágói hadvezér
- Publius Cornelius Scipio római politikus, hadvezér

### Egyéb
- Pergai Apollóniosz (i. e. 265 – i. e. 190) görög matematikus és csillagász
- Thébai Kratész, cinikus filozófus
- Hipparkhia, cinikus filozófus, Kratész felesége

## Találmányok, felfedezések
- Eratoszthenész meghatározza a Föld kerületét
- Arkhimédész megszerkeszti vízemelő gépezetét, az ún. arkhimédészi csavart
- Antiküthérai szerkezet, az „ókori számítógép”

## Kultúra
- Pharoszi világítótorony, az ókori világ hét csodájának egyike
- Rodoszi kolosszus, Héliosz isten óriási méretű szobra
- Csin Si Huang-ti elkezdi építtetni a kínai nagy falat
- Korai buddhista iskolák Indiában
- Az indiai Pátaliputra a buddhizmus egyik fellegvára, Asóka idején a világ egyik legnagyobb városa
- Kínai agyaghadsereg
- A fazekas jóslata

## Évtizedek és évek
Az időszámításunk előtti 3. század i. e. 201-től i. e. 300-ig tart.
| i. e. 300-as évek | i. e. 309 | i. e. 308 | i. e. 307 | i. e. 306 | i. e. 305 | i. e. 304 | i. e. 303 | i. e. 302 | i. e. 301 | i. e. 300 |
| i. e. 290-es évek | i. e. 299 | i. e. 298 | i. e. 297 | i. e. 296 | i. e. 295 | i. e. 294 | i. e. 293 | i. e. 292 | i. e. 291 | i. e. 290 |
| i. e. 280-as évek | i. e. 289 | i. e. 288 | i. e. 287 | i. e. 286 | i. e. 285 | i. e. 284 | i. e. 283 | i. e. 282 | i. e. 281 | i. e. 280 |
| i. e. 270-es évek | i. e. 279 | i. e. 278 | i. e. 277 | i. e. 276 | i. e. 275 | i. e. 274 | i. e. 273 | i. e. 272 | i. e. 271 | i. e. 270 |
| i. e. 260-as évek | i. e. 269 | i. e. 268 | i. e. 267 | i. e. 266 | i. e. 265 | i. e. 264 | i. e. 263 | i. e. 262 | i. e. 261 | i. e. 260 |
| i. e. 250-es évek | i. e. 259 | i. e. 258 | i. e. 257 | i. e. 256 | i. e. 255 | i. e. 254 | i. e. 253 | i. e. 252 | i. e. 251 | i. e. 250 |
| i. e. 240-es évek | i. e. 249 | i. e. 248 | i. e. 247 | i. e. 246 | i. e. 245 | i. e. 244 | i. e. 243 | i. e. 242 | i. e. 241 | i. e. 240 |
| i. e. 230-as évek | i. e. 239 | i. e. 238 | i. e. 237 | i. e. 236 | i. e. 235 | i. e. 234 | i. e. 233 | i. e. 232 | i. e. 231 | i. e. 230 |
| i. e. 220-as évek | i. e. 229 | i. e. 228 | i. e. 227 | i. e. 226 | i. e. 225 | i. e. 224 | i. e. 223 | i. e. 222 | i. e. 221 | i. e. 220 |
| i. e. 210-es évek | i. e. 219 | i. e. 218 | i. e. 217 | i. e. 216 | i. e. 215 | i. e. 214 | i. e. 213 | i. e. 212 | i. e. 211 | i. e. 210 |
| i. e. 200-as évek | i. e. 209 | i. e. 208 | i. e. 207 | i. e. 206 | i. e. 205 | i. e. 204 | i. e. 203 | i. e. 202 | i. e. 201 | i. e. 200 |
| i. e. 190-es évek | i. e. 199 | i. e. 198 | i. e. 197 | i. e. 196 | i. e. 195 | i. e. 194 | i. e. 193 | i. e. 192 | i. e. 191 |           |